# Santo Tomás Lachitá
Santo Tomás Lachitá är en ort i Mexiko.   Den ligger i kommunen San Melchor Betaza och delstaten Oaxaca, i den sydöstra delen av landet, 400 km sydost om huvudstaden Mexico City. Santo Tomás Lachitá ligger 1 431 meter över havet och antalet invånare är 255.
Terrängen runt Santo Tomás Lachitá är bergig österut, men västerut är den kuperad. Terrängen runt Santo Tomás Lachitá sluttar västerut. Runt Santo Tomás Lachitá är det glesbefolkat, med 19 invånare per kvadratkilometer. Närmaste större samhälle är San Ildefonso Villa Alta, 8,0 km norr om Santo Tomás Lachitá. I omgivningarna runt Santo Tomás Lachitá växer i huvudsak städsegrön lövskog.